# Wolfgang Hanisch
Wolfgang Hanisch (ur. 6 marca 1951 w Großkorbetha) – wschodnioniemiecki lekkoatleta specjalizujący się w rzucie oszczepem.
Trzykrotny medalista mistrzostw Europy (Helsinki 1971, Rzym 1974 i Praga 1978). Brązowy medalista igrzysk olimpijskich 1980 w Moskwie. W czasie kariery miał 187 cm. wzrostu i ważył 92 kg. Rekord życiowy: 91,14 (28 czerwca 1978, Helsinki).